# Revista Română
Revista Română este prima  revistă publicata in limba si literatură română, care a apărut (apoi încetându-și publicarea) de mai multe ori,în mai multe serii, între 1861 și prezent. Întemeietorul seriei „Revistelor române” a fost A. I. Odobescu. 

## 1861
Istoria „Revistei române” începe în anul 1861 chiar în anul fondării Asociațiunii Transilvane pentru Literatura Română și Cultura Poporului Român. Începând cu luna aprilie 1861 și până în noiembrie 1863 au aparut 24 de numere axate în general pe științe (astronomie, geologie, medicină, economie, sociologie, drept, istorie, arheologie, filologie etc.). Publicația a avut un caracter enciclopedic, aici publicând Nicolae Filimon romanul "Ciocoii vechi și noi", Vasile Cârlova două dintre cele mai frumoase poezii "Marșul oștirii române" și "Ruinele Târgoviștei", Tudor Vianu eseul "Principiile criticii", A. I. Odobescu erudita lucrare de folclor comparat "Cântecele poporane ale Europei răsăritene, mai cu seamă în raport cu țara, istoria și datinile românilor" sau traducerile din Anacreon semnate de Dimitrie Bolintineanu. La revista condusă de Alexandru Odobescu și apropiații săi G. Crețeanu și Radu Ionescu au semnat nume mari ale culturii românești precum Ion I. Fălcoianu, Grigore I. Lahovari, Nicolae Gr. Racoviță, Grigore Cobălcescu, P. S. Aurelian, Ion Ghica, Emanoil Bacaloglu, Dumitru Berindei, Ștefan D. Greceanu, Em. Pușanavici, Pană Buescu, C. Aninoșanu etc.

## 1902
În anul 1902, un comitet de redacție format din Teohari Antonescu, Ioan Bogdan, M. B. Cantacuzino, M. Dragomirescu, Simion Mehedinți, Petru Th. Missir, P. P. Negulescu, Constantin Rădulescu-Motru și alții, reînvie revista doar pentru câteva numere (februarie, noiembrie-decembrie) în ea semnând și Nicolae Iorga, N. A. Bogdan sau Ovid Densusianu.

## 1924 - 1925
În perioada interbelică, între anii 1924-1925, apar șapte numere din „Revista română” – publicație lunară de studii, informații și cercetări. În numărul prim, din 1 iunie 1924, va fi publicat poemul lui Ion Barbu „Riga Crypto și Lapona Enigel”, în următoarele semnând Tudor Vianu, un mai vechi colaborator al „Revistei române”, Ion Marin Sadoveanu, Camil Petrescu, Perpessicius, Mircea Rădulescu sau Camil Baltazar.

## 1941 - 1942
Cea de-a patra viață a revistei noastre s-a consumat în toiul celui de-al doilea război mondial, între anii 1941-1942, sub direcția lui Zaharia Stancu și N. Carandino (secretar de redacție) vor apărea mai multe numere în care vor fi publicate mai ales poezii, nuvele, romane, studii, cronici... căci „literatura descoperă omul, creează tradițiile și impune viziunea viitorului”. Îi întâlnim în paginile revistei pe Tudor Arghezi, Ion Pillat, Ion Vinea (cu fragmente din romanul „Lunatecii”), Geo Bogza, Gala Galaction, Hortensia Papadat-Bengescu („Fetița între lupi”), din nou Tudor Vianu, Eugen Lovinescu, Șerban Cioculescu, Mihai Ralea („Carte mare în sensul larg al culturii românești”), Radu Cioculescu sau K. H. Zambaccian („Artele pe vremea lui Napoleon”).
Fiecare „viață” a „Revistei române” a avut una sau mai multe intenții/direcții, revista lui Odobescu era pentru științe, litere și arte, cea din 1902 avea ca scop politica și literatura, cea interbelică se autodefinea drept publicație lunară de studii, informații și cercetări iar „Revista română” din timpul războiului se raporta, ca și prima, tot la literatură, știință și artă. 

## 1995
La mijlocul anilor ’90, o altă „Revistă română” apărea, de această dată la Iași, editată de Despărțământul ASTRA „Mihail Kogălniceanu”. Este vorba de revista românilor de pretutindeni, inițiată de un grup format din Areta Moșu, Ioan Caproșu, Cătălin Ciolca, Ion Nuță, Liviu Papuc, Claudiu Paradais, Valeriu Rusu și Nicolae Turtureanu. Și această „Revistă română” milita pentru „cultivarea minții și a inimii românilor, a limbii și literaturii lor”. 
În cei doisprezece ani de existență continuă, revista românilor de pretutindeni a cunoscut trei perioade. Prima perioadă, ce cuprinde primele zece numere (1995-1996) l-a avut drept coordonator pe Cătălin Ciolca, cea de-a doua perioadă – cea mai bogată și mai valoroasă – (1996-2005), în frunte cu Victor Durnea și cea de-a treia – în desfășurare – din 2006, care îl are la timonă pe Liviu Papuc. 
Colegiul de redacție inițial s-a îmbogățit cu timpul incluzându-i pe Florin Faifer (din 1996), Mihail Harea (1996-1999), Victor Durnea (1997-2006), Ioan Ciupercă (din 1997), Dumitru Bunea (din 1997), Alexandru Dan Ciochină (1997), Bogdan Ulmu (din 1998), Andrei Stratulat (1998-2002), Mircea Filip (2001-2005), Mircea-Cristian Ghenghea (din 2005) și Iulian Pruteanu-Isăcescu (din 2006).
În cei doisprezece ani publicația a numărat peste 1550 de articole și peste 600 de colaboratori. Dintre aceștia, în afara membrilor colegiului de redacție, îi amintim pe Alexandru Zub, Gavril Istrate, Mihai-Răzvan Ungureanu, Vasile Adăscăliței, Ion Popescu Sireteanu, Alexandru Husar, Dumitru Ivănescu, Dumitru Vitcu, Ilie Seftiuc, Constantin Ciopraga, Gligor Popi, Ioan Holban, Grigore Ilisei, Dumitru Acu, Dumitru Năstase, Adrian Turculeț, Ion H. Ciubotaru, Stelian Dumistrăcel, Vadim Bacinschi, Petru Zugun, Valeriu P. Stancu, Lucia Cireș, Mihaela Paraschiv, Ofelia Ichim, Mircea Ciubotaru, Dan Mănucă, Dorin Lozovanu, Eugen Munteanu, Mircea Pahomi, Valentin Alexei Constantinov, Silvia Ciubotaru, Corneliu Filip, Dragoș Petrescu, Gheorghe Platon, Ion Agrigoroaiei, Grigore Vieru, Cătălin Turliuc, Alexandru Surdu, Victor Spinei, Laurențiu Rădvan, Vasile Bozga, Natalia Cantemir, Ilie Dan, Mihai Cojocariu, Ion Chiriac, Florin C. Bucescu, Lucian Marina, Petronel Zahariuc, Hristu Cândroveanu, Dumitru Vatamaniuc, Andi Mihalache, Olimpia Iacob, Marcel Lutic, Ovidiu Buruiană, Dan Mâță, Emanuela Istrati-Macovei, Victor Cojocaru, Bogdan Alexandru Schipor, Cristina Florescu, Valentin Ciucă, Gheorghe Moldoveanu, Noemi Bomher, Dan Jumară și alții.
Precum George Barițiu, întemeietorul presei transilvane, Mihail Kogălniceanu – sub patronajul căruia se află Despărțământul moldav al Astrei – a fost cel care a „inspirat” calea de urmat a „Revistei române”, bineînțeles că în funcție de realitățile de astăzi și anume apărarea și, mai ales, susținerea drepturilor românilor din Basarabia, Bucovina de Nord, Bugeac, Bulgaria, Macedonia, fosta Iugoslavie și Ungaria.